# C'è tempo per...
C'è tempo per... è stato un programma televisivo italiano, spin-off di Unomattina Estate, in onda su Rai 1 dal 29 giugno al 18 settembre 2020 con la conduzione di Beppe Convertini e Anna Falchi.

## Il programma
Il programma va in onda dal lunedì al venerdì dalle 10:00 alle 11:20 (la prima puntata, eccezionalmente, dalle 11:20 alle 13:30). La trasmissione è dedicata alla terza età, che verrà raccontata attraverso servizi in giro per l'Italia, effettuati dagli inviati Paolo Notari, Carolina Rey e Barbara di Palma, e interviste ad ospiti in studio.
Il programma doveva inizialmente terminare il 4 settembre 2020 ma va in onda anche dal 7 al 18 settembre nella fascia oraria 12:00-13:30 in attesa della nuova trasmissione È sempre mezzogiorno. A causa dei bassi ascolti dal 14 settembre si divide in due segmenti:C’è tempo per … (12,00-13,00) e C’è tempo per…extra (13,00-13,30). Dal 21 al 25 settembre viene sostituito dalle repliche di Linea Verde Radici.

## Edizioni
| Edizione | Inizio         | Fine              | Conduttori       | Conduttori  | Puntate |
| -------- | -------------- | ----------------- | ---------------- | ----------- | ------- |
| 1ª       | 29 giugno 2020 | 18 settembre 2020 | Beppe Convertini | Anna Falchi | 59      |

## Audience
| Edizione | Rete televisiva | Anno | Programmazione | Programmazione | Programmazione | Programmazione | Programmazione | Programmazione | Programmazione | Telespettatori | Share  |
| Edizione | Rete televisiva | Anno | L              | M              | M              | G              | V              | S              | D              | Telespettatori | Share  |
| -------- | --------------- | ---- | -------------- | -------------- | -------------- | -------------- | -------------- | -------------- | -------------- | -------------- | ------ |
| 1ª       | Rai 1           | 2020 |                |                |                |                |                |                |                | 741.000        | 12,95% |